# Javier Zanetti
Javier Adelmar Zanetti (Buenos Aires, 10. kolovoza 1973.) je bivši argentinski nogometaš i reprezentativac.